# Indicateur de Zenker
Melignomon zenkeri
Espèce
Statut de conservation UICN

 LC  : Préoccupation mineure
L'Indicateur de Zenker (Melignomon zenkeri) est une espèce d'oiseaux de la famille des Indicatoridae, vivant à travers l'Afrique centrale.

## Étymologie
Son épithète spécifique et son nom français rendent hommage au botaniste allemand Georg August Zenker.